# Fugleflugtslinien
 Ikke at forveksle med Fugleflugtslinjen.
|  | Denne artikel er oprettet af botten Steenthbot ud fra en ekstern database. Den kan derfor have sproglige fejl eller mangler. Denne skabelon kan fjernes efter kontrol af indholdet. |

Fugleflugtslinien er en dansk dokumentarfilm fra 1963 instrueret af Per Larsen efter eget manuskript.